# Gorata
Gorata (bulgariska: Гората) är en ås i Bulgarien, på gränsen till Grekland.   Den ligger i regionen Chaskovo, i den centrala delen av landet, 230 km sydost om huvudstaden Sofia.
I omgivningarna runt Gorata växer i huvudsak lövfällande lövskog. Runt Gorata är det glesbefolkat, med 18 invånare per kvadratkilometer.